# .is
.is ist die länderspezifische Top-Level-Domain (ccTLD) Islands. Sie wurde am 18. November 1987 eingeführt und wird von der Registry ISNIC verwaltet.

## Eigenschaften
Registrierungen werden direkt auf zweiter Ebene durchgeführt. Bei einigen Registraren ist die Registrierung von Domainnamen in Verbindung mit sexuellem Inhalt nicht möglich. Ein Wohnsitz oder eine Niederlassung in Island sind nicht notwendig. Inhaber einer Domain müssen lediglich einen sogenannten Agent vorweisen, der auch im Ausland sitzen kann, sofern er bei der Vergabestelle offiziell akkreditiert wurde.
Verwendet werden dürfen in Domain-Namen nur Buchstaben des englischen Alphabets, Ziffern, Bindestriche und die Buchstaben áéýúíóþæöð, wobei ein Domain-Name mit einem Bindestrich nicht beginnen oder enden sowie an dritter und vierter Position keinen Bindestrich enthalten darf. Desgleichen ist die Zeichenanzahl eines Domain-Namens einschließlich der Endung .is auf 66 und die ASCII-kompatible Kodierung eines internationalisierten Domainnamens auf 59 begrenzt. Die Domains net.is, com.is, edu.is, gov.is, org.is und int.is können nicht registriert werden, sondern sind für mögliche zukünftige Anwendungen reserviert.

## Sicherheit
Bei .is gibt es sogenannte Very Important Domains, für die besondere Bedingungen gelten. Die Vergabestelle möchte damit sicherstellen, dass besonders beliebte Adressen (z. B. von großen Unternehmen) niemals auslaufen und versehentlich gelöscht werden. Das Vorgehen ist im Vergleich zu anderen ccTLDs bisher einmalig. Zusätzlich unterstützt ISNIC den sogenannten Dispute Lock, der eine Änderung des Inhabers im Fall eines Rechtsstreits unterbindet, sofern dieser ein bestehendes Verfahren in Island nachweisen kann.

## Domainsperre
Im Oktober 2014 sperrte die ISNIC erstmals eine Domain, die Inhalte der terroristisch agierenden Miliz Islamischer Staat enthielt. Im September 2022 wurde die Domain für Kiwi Farms, ein umstrittenes Forum für Internet-Trolling und Belästigung, gesperrt.